# Мартынова (деревня)
Марты́нова — деревня в Пышминском городском округе Свердловской области России.

## Географическое положение

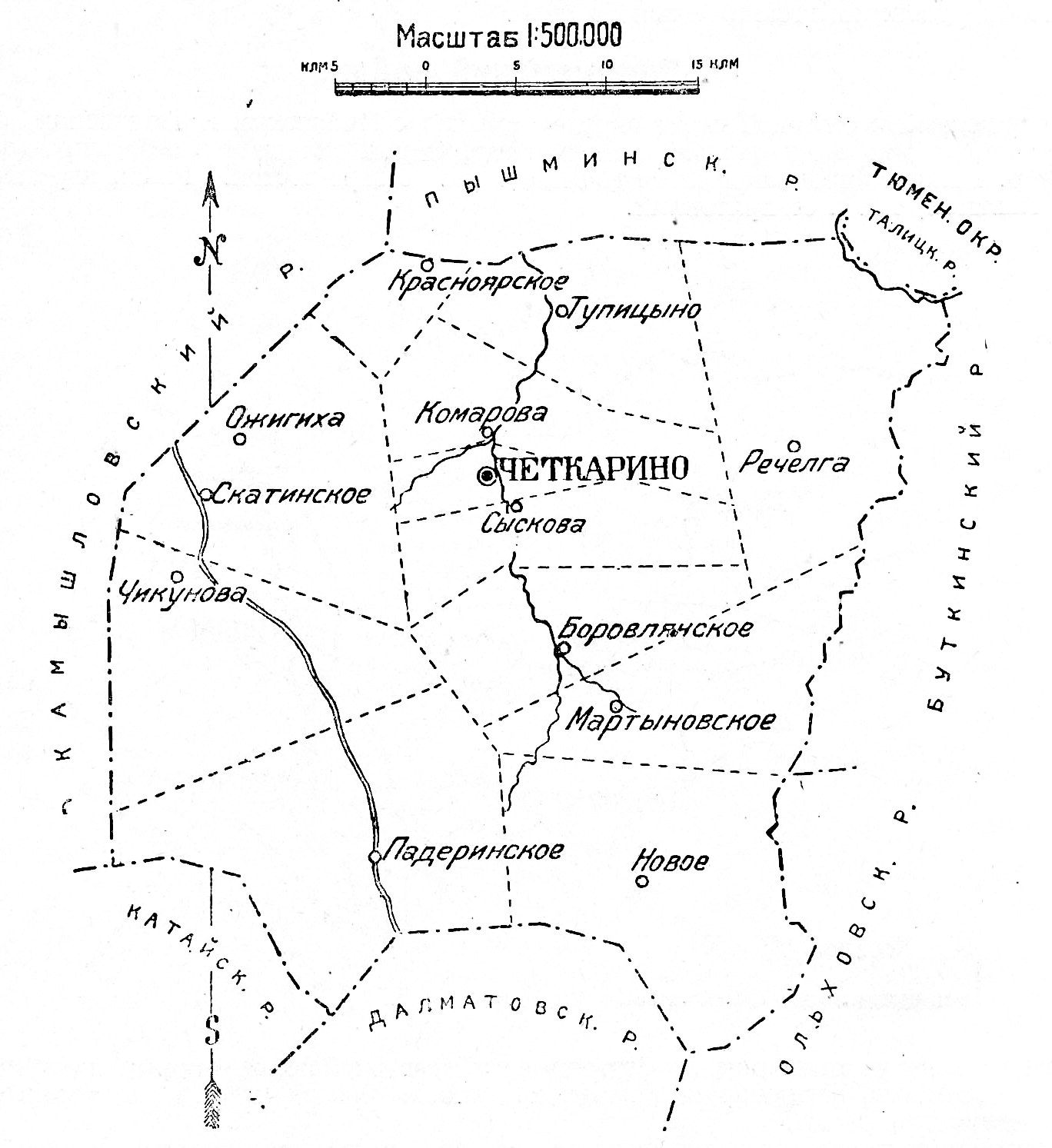
Мартыновское (Мартынова) на схеме Четкаринского района; 1928 год

Деревня Мартынова расположена в 37 километрах (по дорогам в 44 километрах) к югу от посёлка Пышма, преимущественно на левом берегу реки Дерней — правого притока реки Пышмы. В деревне имеется пруд.

## Петро-Павловская церковь
19 июля 1849 года была каменная однопрестольная церковь, которая была освящена во имя апостолов Петра и Павла в 1852 году. Церковь была закрыта в 1930-годы, а в советские времена снесена.

## Население
| 2002 | 2010 | 2021 |
| ---- | ---- | ---- |
| 383  | ↘336 | ↘317 |